# Ultima VII Part Two: Serpent Isle
Ultima VII Part Two: Serpent Isle é um jogo eletrônico de RPG desenvolvido e publicado pela Origin Systems para MS-DOS em 25 de março de 1993, como parte da série principal de jogos Ultima. Sua história se passa dezoito meses depois da conclusão de Ultima VII: The Black Gate. Em Serpent Isle, o Avatar segue Batlin até a terra homônima de Serpent Isle, encontrando três cidades-estado fundadas por aqueles que deixaram Britannia gerações atrás e ruínas antigas de uma civilização perdida ainda mais antiga que estava lá muito antes deles.
Este é o primeiro jogo da série Ultima que se passa inteiramente fora de Britannia, como era conhecida desde Ultima III. Ele também é mais linear do que as partes anteriores - ao contrário dos jogos anteriores, em que a ordem em que as missões eram concluídas era de pouca preocupação, a nova abordagem possibilita dar ao jogo um enredo mais cuidadosamente planejado, ao mesmo tempo em que limita um pouco a escolha do jogador. Além disso, há poucas sub-missões opcionais; cada objetivo de alguma forma está ligado à missão principal.
Um pacote de expansão para o jogo, intitulado The Silver Seed, foi lançado em 1994.